# Рибальське (Білгород-Дністровський район)
Риба́льське — село Дивізійської сільської громади, в Білгород-Дністровському районі Одеської області. Населення становить 604 осіб.

## Населення
Згідно з переписом УРСР 1989 року чисельність наявного населення села становила 662 особи, з яких 305 чоловіків та 357 жінок.
За переписом населення України 2001 року в селі мешкали 603 особи.

### Мова
Розподіл населення за рідною мовою за даними перепису 2001 року:
| Мова       | Відсоток |
| ---------- | -------- |
| українська | 98,84 %  |
| болгарська | 1,16 %   |

## Відомі мешканці

### Народились
- Поджаров Іван Іванович — голова Кілійської райдержадміністрації Одеської області. Народний депутат України 1-го скликання.